# Marina dittatoriale siciliana
La marina dittatoriale siciliana (ufficialmente marina militare siciliana) fu la marina militare della Dittatura garibaldina in Sicilia, che affiancò dal giugno 1860, durante l'impresa dei Mille, l'esercito meridionale. Divenuta nel novembre Marina luogotenenziale siciliana, le imbarcazioni passarono nel 1861 alla nuova Regia Marina.

## Storia
Il 2 giugno 1860 Garibaldi giunto a Palermo nominò il primo governo dittatoriale, chiamando come segretario di Stato della guerra e della marina Vincenzo Orsini, per poi lasciare il dicastero della marina il 13 giugno a Alessandro Piola Caselli, ufficiale della marina del regno di Sardegna, (promosso da Garibaldi capitano di fregata) mentre Salvatore Calvino divenne direttore della Marina. L'unico mezzo navale al momento era il Lombardo, che poi venne incorporato nella Marina siciliana.
Garibaldi incaricò allora Paolo Orlando e Giuseppe Finzi di recarsi a Marsiglia per acquistare i primi vapori. Con la mediazione dell'agente marittimo marsigliese Deonna i due delegati acquistarono l'8 giugno tre piroscafi statunitensi: l’Helvetia (vapore in legno delle Messageries Impériales), che venne ribattezzato Washington, il Belzunce (vapore in ferro, a ruote, dell'armatore Picassot), ribattezzato Oregon, e l’Amsterdam (vapore in legno, a ruote, della Compagnie M. Frassinet), che venne ribattezzato Beniamino Franklin. Il contratto d'acquisto venne perfezionato a Genova il 9 giugno davanti al console degli Stati Uniti d'America, W. L. Patterson, e pertanto i tre vapori costituirono il primo nucleo della flotta dittatoriale siciliana.
Con il decreto dittatoriale n. 81 del 5 luglio, venne approvato l'organico della Marina militare siciliana che venne posta sotto il comando del capitano di vascello Salvatore Castiglia. Il Corpo, costituito poi da dieci unità, con il successivo acquisto in Inghilterra, da parte di Agostino Bertani e dal conte Michele Amari e per conto del Governo Dittatoriale, dei vapori City of Aberdeen (che fu ribattezzato Rosolino Pilo), Independence, London, panther, Queen of England, Badger, Cambria, Weasel e Ferret.

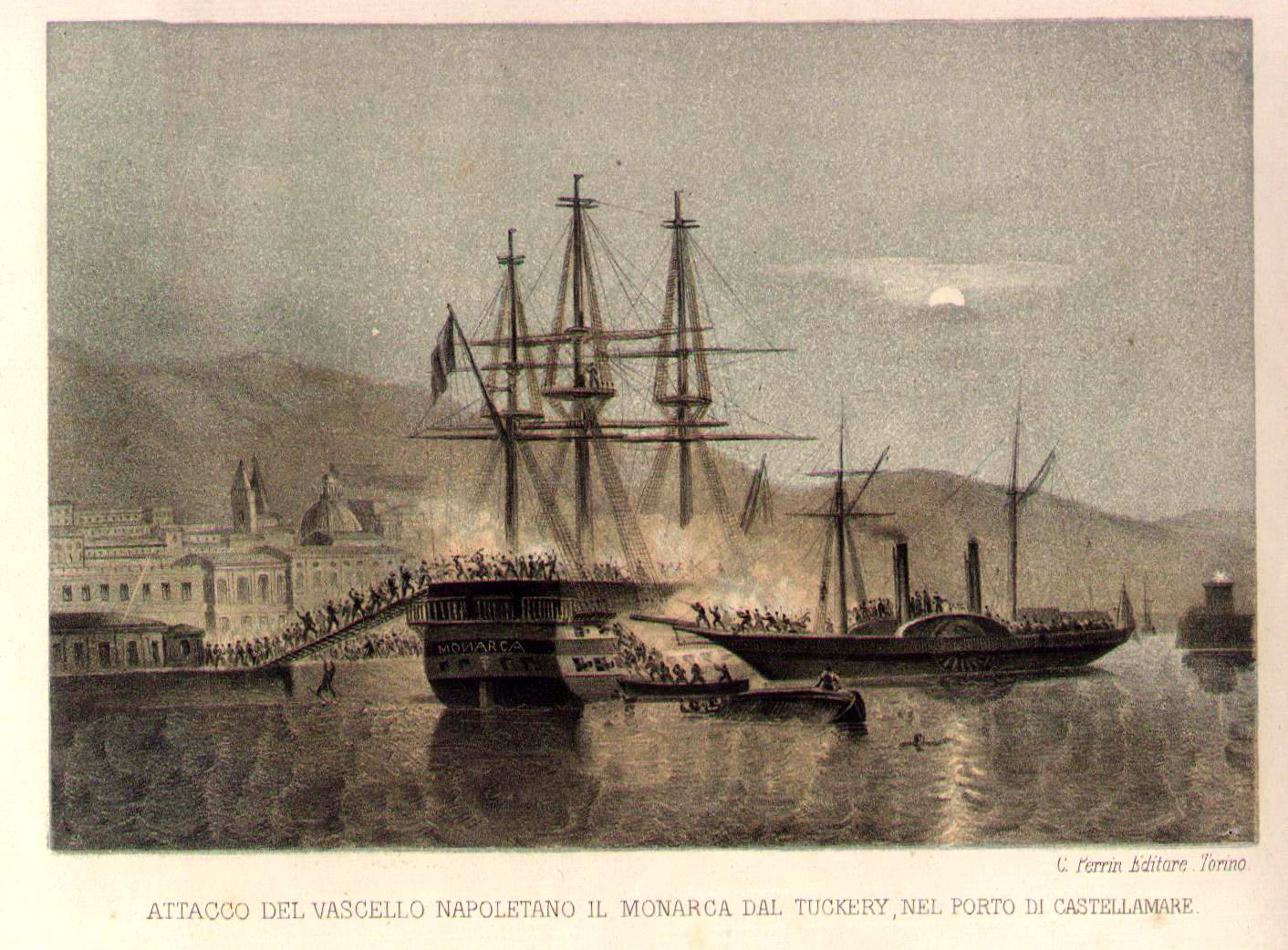
In un’incisione di Carlo Bossoli del 1860, l’attacco della Tukery al Monarca

Il 5 luglio 1860 la fregata a vapore Veloce della marina borbonica entrò a Palermo,  e si consegnò a  Garibaldi che la ribattezzò Tukery. Già due giorni dopo il Tukery catturò due piccoli vapori del regno delle Due Sicilie, l'Elba e il Duca di Calabria. Nel luglio viene anche istituito un reggimento di fanteria di marina, ma già durante la battaglia di Calatafimi una compagnia di marinai cannomieri aveva combattuto al comando di Salvatore Castiglia.
Piola Caselli progettò un colpo di mano del Tukery con cui, dopo essersi introdotti nel porto di Castellammare di Stabia avrebbero dovuto catturare l'ammiraglia borbonica Monarca. La Tukery il 12 agosto 1860 era salpata da Palermo ed aveva poi imbarcato due compagnie del II Battaglione Bersaglieri della Brigata «Medici» che avrebbero arrembato il vascello a sorpresa, dopo averlo abbordato nottetempo. La notte del 13 agosto a Castellammare il capitano di vascello Giovanni Vacca, passato con i piemontesi, fece rimuovere dal Monarca le catene di ferro e furono calate le lance. A quel punto, però, i marinai borbonici riconobbero la nave ed aprirono il fuoco: il Tukery si ritirò  e lasciò il porto con 3 morti e alcuni feriti.
Il 18 settembre il commissario generale della Marina Giovanni Battista Fauché sostituì Piola Caselli come segretario di Stato alla Marina. Con il decreto 285 del 20 ottobre venne istituita una scuola militare della marina nel Collegio nautico di Palermo.
Il piroscafo mercantile britannico Baleno, fu intanto acquistato dalla Marina dittatoriale siciliana per 300.000 Lire. Fu consegnato trasformato in avviso dopo il plebiscito del 21 ottobre dello stesso anno, e l'unità fu iscritta nei registri della Marina luogotenenziale siciliana, per poi passare insieme a tutte le imbarcazioni, nel gennaio 1861 alla marina sarda, fino all'istituzione della Regia Marina italiana il 17 marzo 1861.

## Organico
- Ministero della Marina
- Commissariato generale della Marina
- Corpo della Marina Militare
  - Stato maggiore generale
  - Corpo equipaggi
  - Reggimento di marina
  - Scuola di marina
  - Corpo sanitario

## Flotta
- Tukery (pirofregata)
- Washington (pirotrasporto)
- Lombardo (nave)
- Ferruccio (avviso)
- Baleno (avviso)
- Calatafimi (avviso)
- Vittoria (2.060 t.)
- Cambria (1.949 t.)
- Conte di Cavour (1.400 t.)
- Tanaro (1.100 t.)
- Oregon
- Beniamino Franklin

Il Washington

- Rosolino Pilo (ex City of Aberdeen)
- Plebiscito
- Benvenuto
- Weasel
- Elba
- Duca di Calabria